# 若松央樹
若松 央樹（わかまつ ひろき、1968年11月21日 - ）は、フジテレビ編成制作局ドラマ制作センター所属のドラマプロデューサー。福島県南相馬市出身。

## 人物
福島県立原町高等学校、早稲田大学社会科学部卒業。父は『福島原発難民』などの著書がある詩人の若松丈太郎。大学時代は演劇サークルの劇団森に所属し、４年次では代表を務めていた。
1992年に日本テレビ入社。2003年にフジテレビへ転職。2005年に「電車男」のプロデュースを担当。つづいて「のだめカンタービレ」・「風のガーデン」等を担当している。
編成制作局ドラマ制作センターゼネラルプロデューサーを経て、2013年6月27日付で編成制作局ドラマ制作部企画担当部長に就任。2018年、「翔んで埼玉」の製作により第38回藤本賞特別賞を受賞。

## 担当したドラマ

### 日本テレビ
- ぼくらの勇気 未満都市（1997年・演出助手）
- マネートークス（1998年・演出）
- 怖い日曜日（1999年・チーフプロデューサー）
- 熱血恋愛道（1999年・プロデューサー補・演出）
- 青空麻雀（1999年・演出）
- 億万長者と結婚する方法（2000年・プロデューサー）
- 新・星の金貨（2001年・演出）

### フジテレビ
- 1 minites（2004年・プロデュース）
- ディビジョン1・「ピンクヒップガール」（2004年・プロデューサー）
- 優しい時間（2005年・プロデュース）
- 電車男 （2005年・プロデュース）
- 翼の折れた天使たち（2006年・プロデュース）
- のだめカンタービレ（2006年 - 2008年・プロデュース）
- 拝啓、父上様（2007年・プロデュース）
- ファースト・キス（2007年・プロデュース）
- 風のガーデン（2008年・プロデュース）
- プロポーズ兄弟〜生まれ順別 男が結婚する方法〜（2011年・プロデュース）
- 全開ガール（2011年・プロデュース）
- 最後から二番目の恋（2012年・プロデュース）
  - 最後から二番目の恋 2012秋（2012年・プロデュース）
  - 続・最後から二番目の恋（2014年・プロデュース）
- 最高の離婚（2013年・アソシエイトプロデューサー→プロデュース）
  - 最高の離婚Special 2014（2014年・協力プロデュース）
- 失恋ショコラティエ（2014年・プロデュース）
- 心がポキッとね（2015年・編成企画）